# کنار من بمان (فیلم)
کنار من بمان (انگلیسی: Stand by Me) فیلمی در ژانر کمدی-درام و ماجرایی به کارگردانی راب رینر است که در سال ۱۹۸۶ منتشر شد.

## خلاصه داستان
داستان دربارهٔ چهار دوست صمیمی است که به دنبال ماجراجویی و پیدا کردن جنازه هستند و در این بین اتفاقاتی خطرناکی نیز برای آنان رخ می‌دهد.

## بازیگران
- ویل ویتون
- ریور فینیکس
- کوری فلدمن
- جری اوکانل
- کیفر ساترلند
- ریچارد دریفوس
- گری رایلی
- بردلی گرگ
- کیسی شیماشکو
- جان کیوسک
- مارشال بل
- فرانسیس لی مک‌کین
- بروس کیربی